# Dietwiller
Dietwiller (deutsch Dietweiler) ist eine französische Gemeinde mit 1399 Einwohnern (Stand 1. Januar 2022) im Département Haut-Rhin in der Region Grand Est (bis 2015 Elsass).
Die Gemeinde grenzt im Norden an Eschentzwiller, im Osten an Niffer mit dem Forêt domaniale de la Hardt Sud, im Süden an Schlierbach und im Westen an Landser.

## Geschichte
1245 ist der Ort erstmals als Dethwilr erwähnt. Bis 1648 habsburgisch, zur Herrschaft Landser gehörend. Dann an die französische Krone. 1446 durch die Basler und 1635 durch die Schweden zerstört. Von 1871 bis zum Ende des Ersten Weltkrieges gehörte Dietweiler als Teil des Reichslandes Elsaß-Lothringen zum Deutschen Reich und war dem Kreis Mülhausen im Bezirk Oberelsaß zugeordnet.

### Bevölkerungsentwicklung
| Jahr      | 1910 | 1962 | 1968 | 1975 | 1982 | 1990 | 1999 | 2007 | 2018 |
| --------- | ---- | ---- | ---- | ---- | ---- | ---- | ---- | ---- | ---- |
| Einwohner | 397  | 324  | 337  | 470  | 1053 | 1258 | 1189 | 1315 | 1439 |

## Sehenswürdigkeiten
Alter Kirchturm. Chorturm der alten Pfarrkirche, die nach dem Bau der neuen Kirche abgebrochen wurde. Am ehemaligen Chorbogen mit 1493 datiert. Spätgotische Maßwerkfenster erhalten. In der Turmhalle ein beachtenswerter Christus am Kreuz (17. Jahrhundert) und eine barocke Maria mit Kind. Im ehemaligen Beinhaus eine Ölberg-Skulpturengruppe aus dem 18. Jahrhundert.
Pfarrkirche Sankt Nikolaus: 1880/81 nach Plänen von Wilhelm Joseph Tugginer in frei gestalteten neuromanischen Formen errichtet. Im hinteren Bereich des Schiffes befinden sich Statuen des heiligen Wendelin und der Jungfrau Maria mit Kind. Die Orgel von Rinckenbach stammt aus dem Jahr 1891.
An der Rue Charles de Gaulle eine ganze Anzahl ein- bzw. anderthalbstöckige Kleinbauern- oder Tagelöhnerhäuser, teils in Fachwerk, teils gemauert. Das Fachwerk in den für das 17. Jahrhundert typischen Formen. Größere Bauten mit gewölbten Kellern im gemauerten Erd-/Kellergeschoss sind Winzerhäuser. Bei der Kirche ein ehemaliges Vogtshaus, ein steinerner Bau mit markanten Eckquadern, Gewölbekeller und Krüppelwalm, datiert 1617. Das ehemalige Schulhaus, jetzt Mairie,  aus dem Zweiten Kaiserreich (1869), Die beiden Mittelachsen risalitartig betont mit Dreiecksgiebel und gequaderten Lisenen. Rundbogenfenster im Erdgeschoss. (Vorhalle neu.)

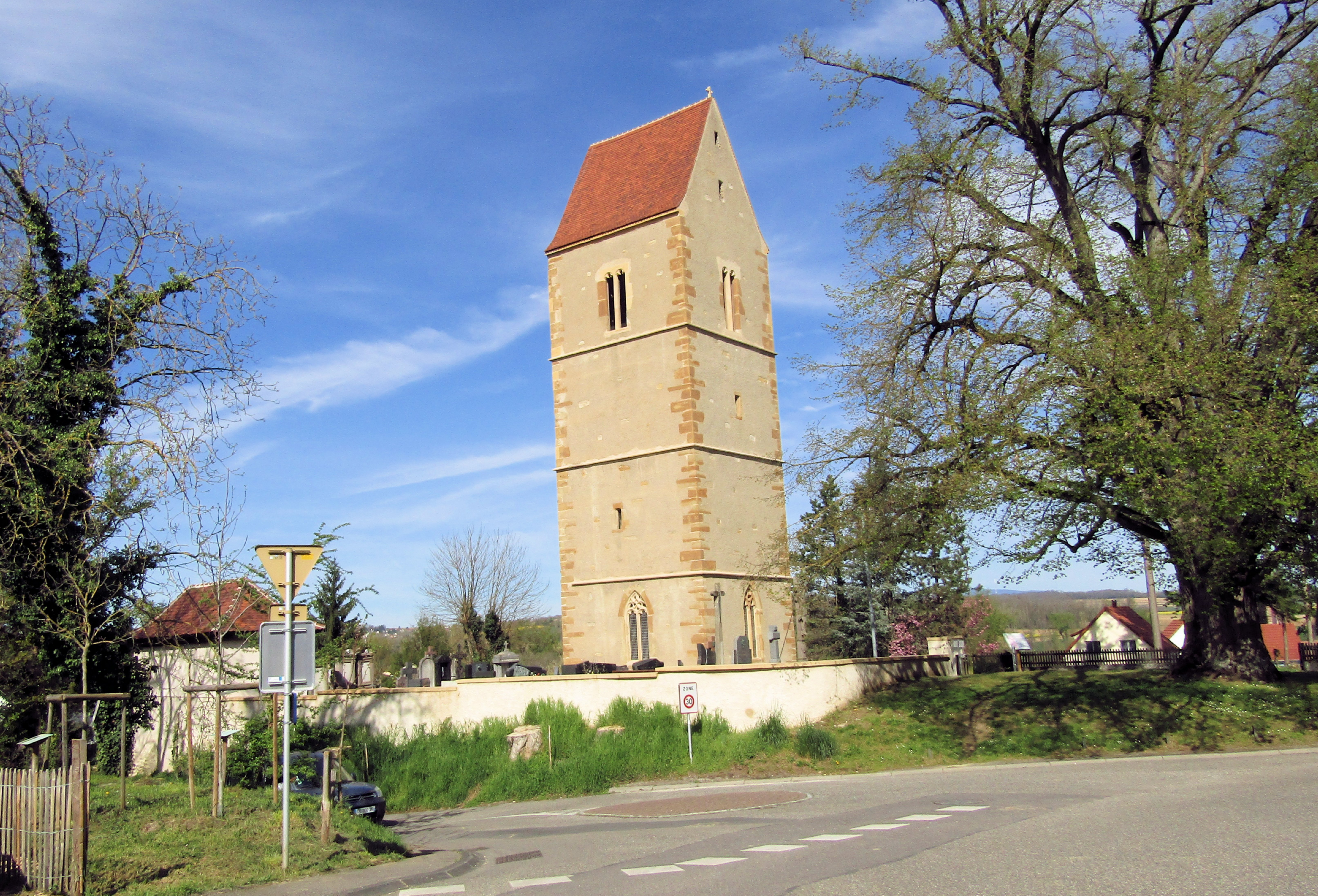
Turm der ehemaligen Kirche aus dem 12. Jahrhundert
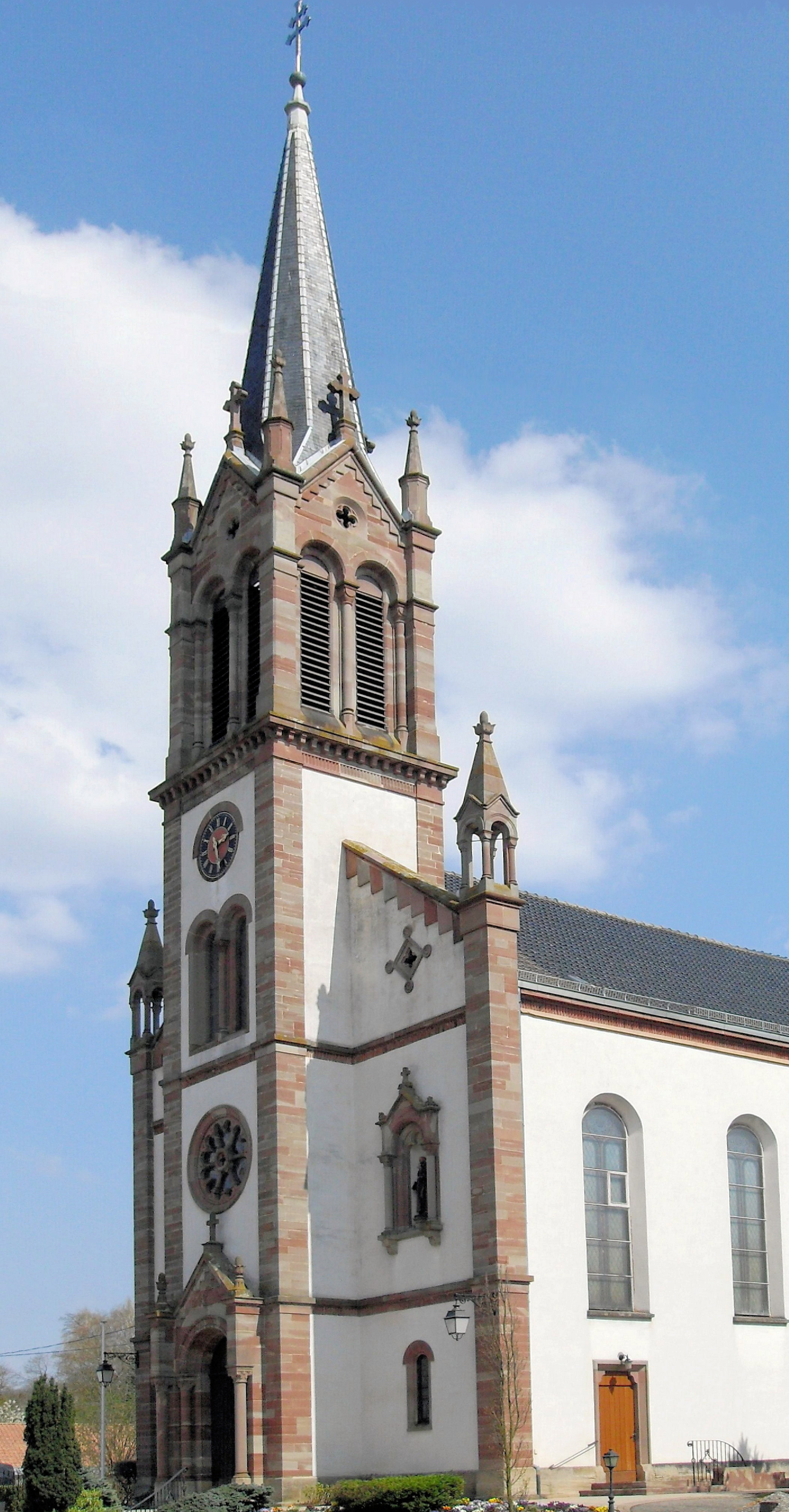
St. Nikolauskirche, Westseite
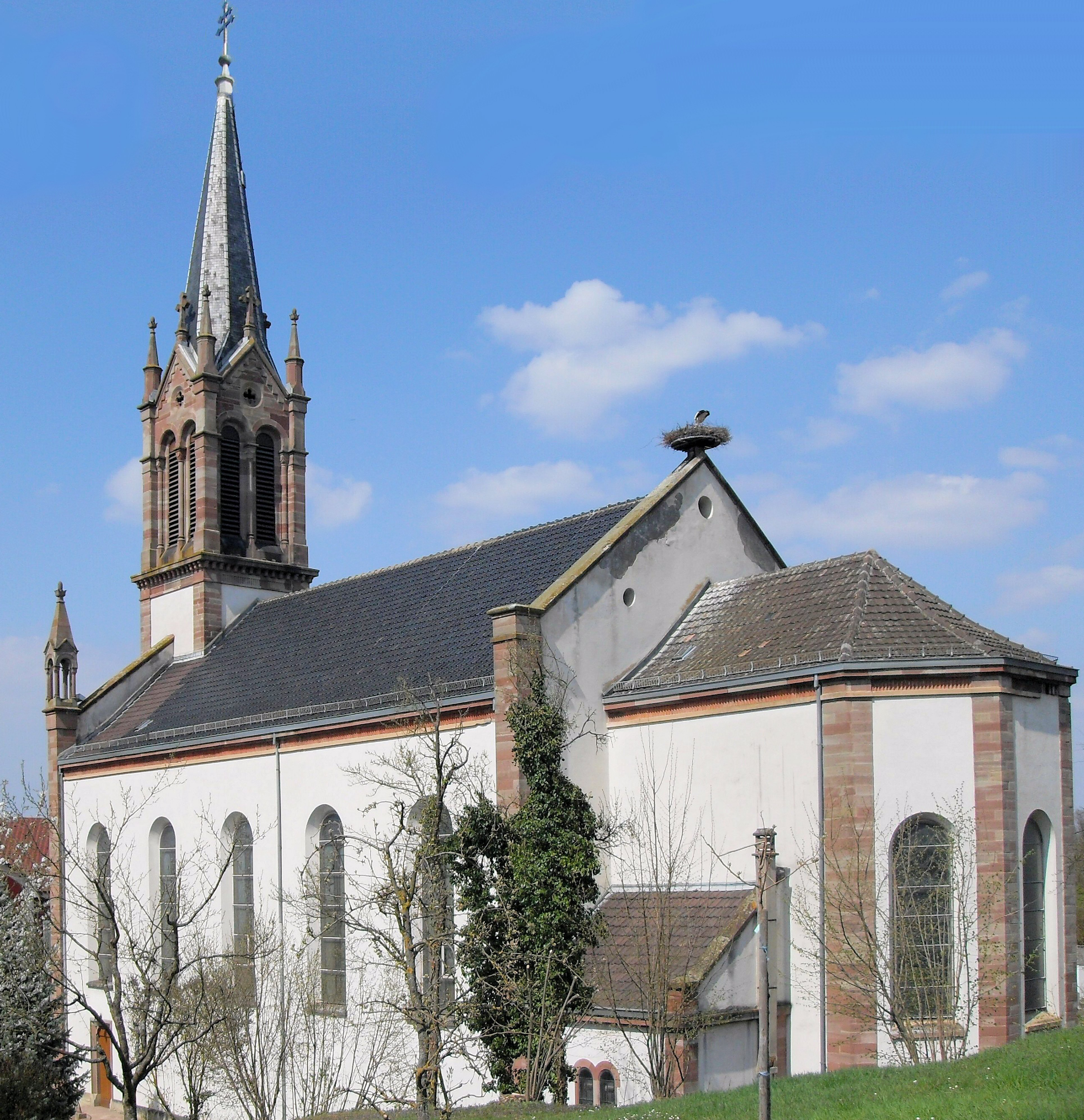
St. Nikolauskirche, Südseite